# Nannocharax signifer
Nannocharax signifer är en fiskart som beskrevs av Johann Wilhelm Karl Moritz 2010. Nannocharax signifer ingår i släktet Nannocharax och familjen Distichodontidae. Inga underarter finns listade i Catalogue of Life.